# Macworld - iWorld

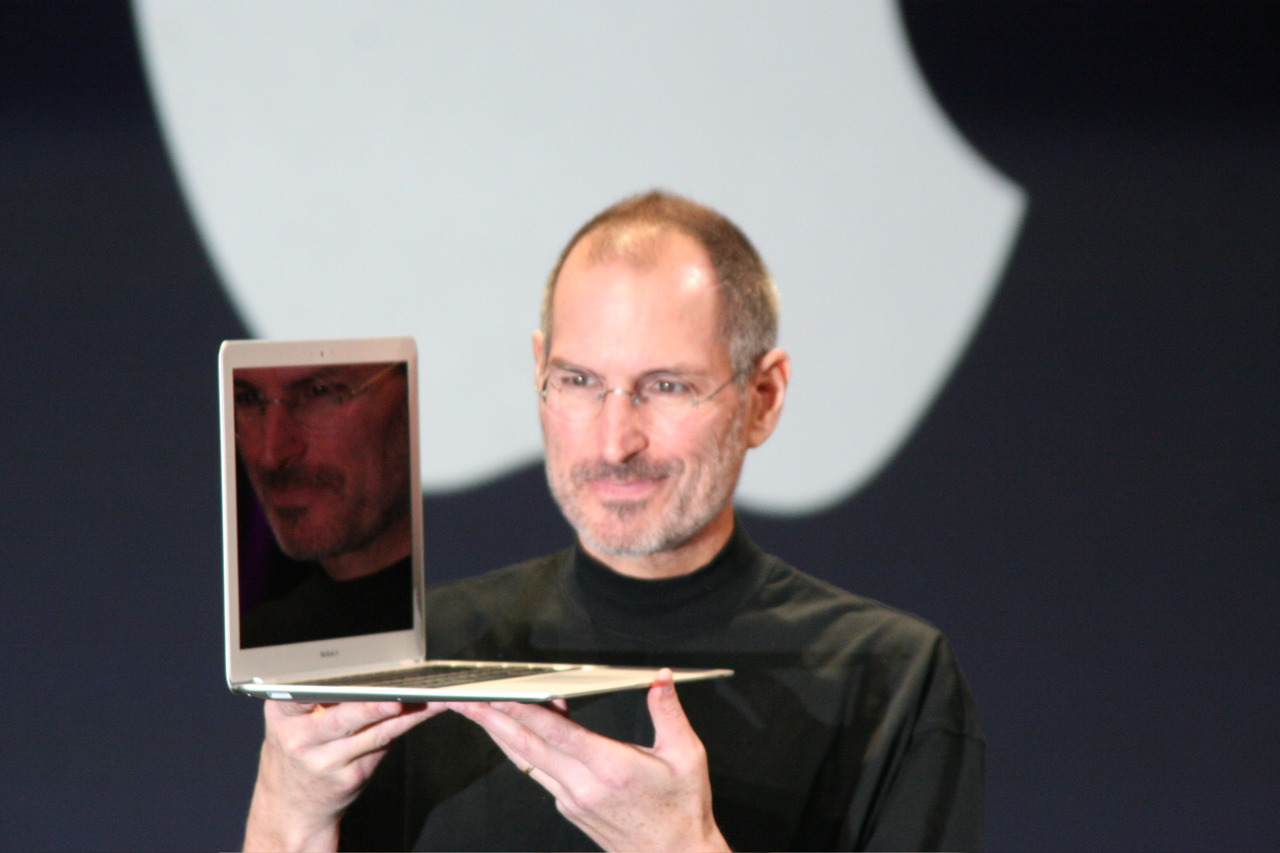
新製品「MacBook Air」を手に持つCEOのスティーブ・ジョブス（Macworld Conference & Expo 2008にて）

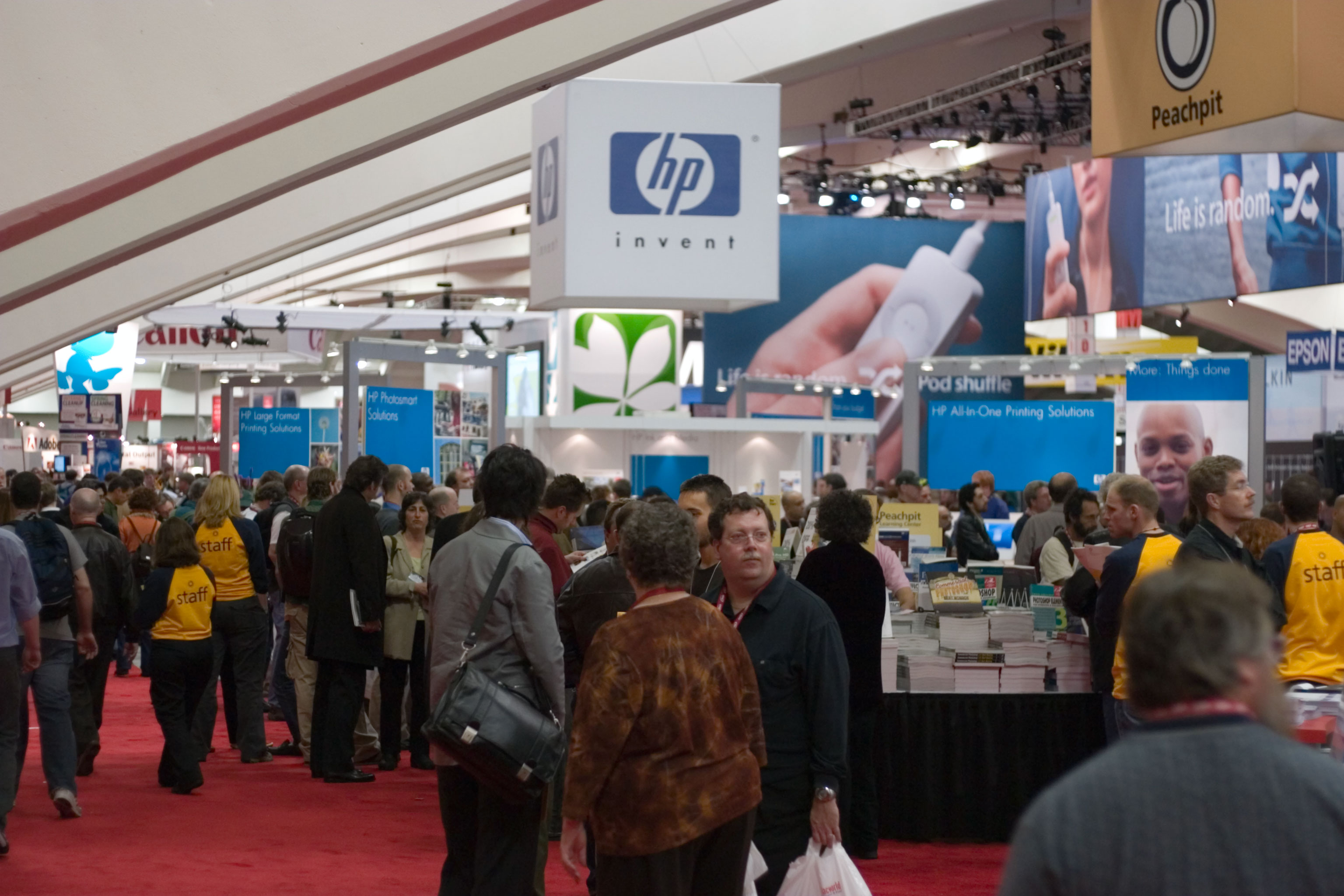
Macworld Conference & Expo 2005の会場の様子

Macworld | iWorld（マックワールド／アイワールド）は、かつて存在した、Apple製品向けのハードウェアやソフトウェア、および関連製品についての発表・展示が行なわれるイベントである。米国IDGワールド・エキスポが主催していた。
1985年以降、約30年に渡って開催されてきたが、2014年10月14日に、翌年のイベントの無期限延期が発表され、その歴史に幕を下ろした。

## 概要
1985年にサンフランシスコで初めて開催され、それ以降もサンフランシスコを中心に、1月（のちに2月）に開催されるのが一般的であった。過去にはニューヨークや東京などでも開催されている。近年では2007年にiPhoneが発表されるなど、Appleの新製品が発表されることが多いことから注目されていた。
しかし、Appleは2009年のMacworldをもって撤退し、以後ジョブズによる基調講演 (Stevenote) をはじめ、Appleの新製品・新技術発表などはWWDC、もしくはApple Special Eventに集約されている。
元は「Macworld Conference & Expo」（通称：Macworld Expo）という名称だったが、2012年から現在の名称に変更された。

## 歴史

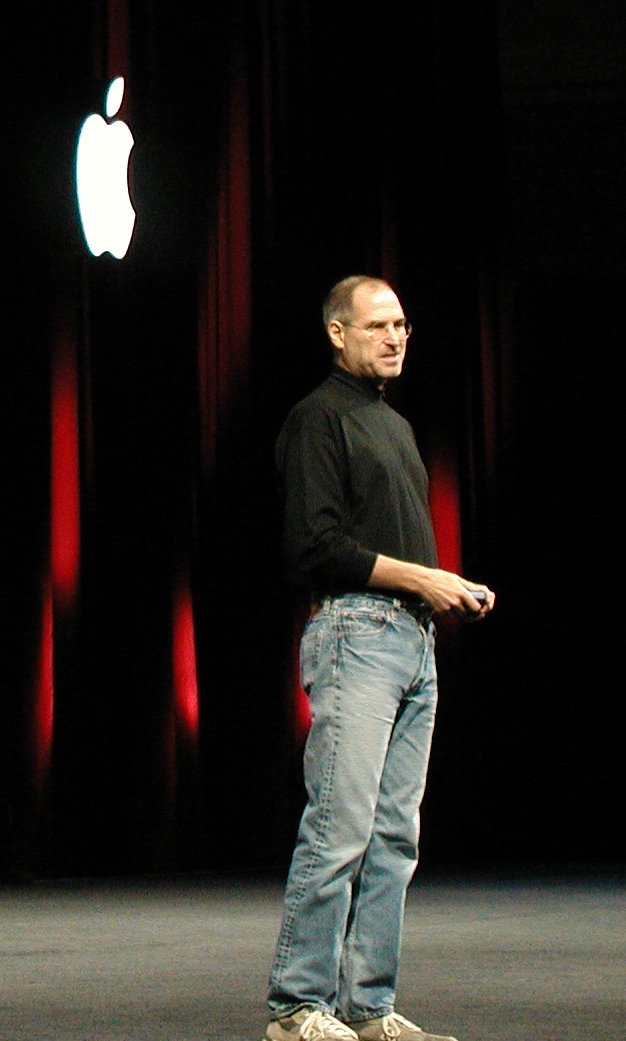
基調講演を行うスティーブ・ジョブス（Macworld Conference & Expo 2005 にて）

最初にMacworld Expoが開催されたのは、1985年のサンフランシスコである。ペギー・キルバーンによって創設されたこのイベントは彼女が関わっていた1999年までの間、規模と利益を拡大させ続けた。キルバーンが募集した講演者の中には、デビッド・ポーグ、スティーブ・ケース、ボブ・レバイタスの他に、BMUG、LaserBoardなど、主要なユーザーグループの代表者たちもいた。
サンフランシスコでのイベントは、いつもモスコーニ・センターで開催された。 1985年から1993年までは、サンフランシスコのシビック・センター近くにあるブルックホールでも開催されていたが、その後はモスコーニ・センターが拡張されたため、一カ所の会場で行えるようになった。
2005年までアメリカではサンフランシスコでの1月と東部で夏に開催された。
ボストンでは、Bayside Expo & Executive 会議場で開かれ後に拡張されボストン国際トレードセンターになった。1998年 - 2003年にニューヨークのJacob K. Javits コンベンションセンターで開かれた。2004年 - 2005年夏まではタイトルを変えてMacworld Conference & ExpoとしてボストンでAppleの参加がなかった。他社はAppleの縮小に追随した。その結果前年のMacworld conferencesに比べて規模は縮小した。2005年9月16日、IDGは以後、夏のショウはニューヨークやボストンでは開催しないと発表した。
展示会はサンフランシスコ以外の他の都市でも開かれたことがある。
- 東京での展示会は「IDG ワールド・エキスポ・ジャパン」として幕張メッセで開かれ、2002年に東京ビッグサイトに場所を移して開催された。
- 1994年末には、Macworld Expo Summitと題した、アメリカ政府関係者を対象とするイベントが、ワシントンコンベンションセンターで開かれた。
- 2004年には、イギリスIDGの一部門であるMacworld UKが、独自に2つのMacworld Conferenceイベントを開催した。一回は単独で行われたが、もう一回は別途開催されていたMacExpo Londonと併催だった。

### 1997年
8月6日、ボストンの基調講演では、マイクロソフトからの1億5,000万ドルの出資受入れと提携が発表され、ビル・ゲイツが衛星生中継でスクリーンに登場するとブーイングが起きた。また、スティーブ・ジョブズも加わったAppleの新しい取締役会が発表された。
この年以降は開催期間中に、AppleのCEOであるスティーブ・ジョブズが直接プレゼンテーションを行う、いわゆるStevenotesの形で基調講演が行われるようになった。

### 1998年
1月、サンフランシスコの基調講演ではMac OS 8.1とQuickTime 3.0が発表された。

### 1999年
ニューヨークの基調講演で『バトル・オブ・シリコンバレー』でジョブズ役を演じたノア・ワイリーが登場、キーノートアドレスをアピール。その後ジョブスが登場しiBook、QuickTime TV、そしてAirPortの発売を発表した。Haloはバンジーから発表された。バンジーは後にマイクロソフトに買収されHaloはXboxに排他的になる。

### 2000年
サンフランシスコの基調講演でMac OS XのAqua ユーザインタフェースが発表され、ニューヨークの基調講演ではPower Mac G4 Cubeの発売が発表された。

### 2001年
サンフランシスコの基調講演でiTunesとAppleの最初のワイドスクリーンポータブルであるPowerBook G4の発売が発表。ニューヨークの基調講演では新しい主流となる製品が含まれたがmegahertz mythの技術的な発表だった。

### 2002年
1月に基調講演でiMac G4発売が発表。
10月にIDG World Expoは2004年にボストンに移る計画を発表した。同日、AppleはボストンのMacworld Expoには参加しないと宣言した。

### 2003年
1月基調講演でSafariウェブブラウザ、AirPort Extreme、17と12インチのPowerBookの発売を発表。
2003年、IDG World ExpoをニューヨークトレードショウからMacworld CreativePro Conference & Expoに改名する。

### 2004年
例年通りサンフランシスコとボストンに回帰した。パリでも開かれた。パリではApple副社長のフィル・シラーがPowerPC G5プロフェッサ搭載の最新版iMacなどを発表した。

### 2005年
サンフランシスコで1月10日 - 14日に開かれた。基調講演でMac miniの発売を発表。
ショウの最中 IDG World ExposはMacworld On Tour小規模の会議をいくつかの北米の都市で開催すると発表した。フロリダのKissimmeeで開催されたが以後は中止され以後Macworld On Tourは現在に至るまで開かれていない。

### 2006年
2006年、1月、Intel Core Duoを基にしたiMacの発売が発表された。会議は1月9日 - 13日に開かれ訪問者は2005年に比べ6.8%増加して38,441人だった。有料の会議には代表団が20%の増加で4,188人で出展企業は25%増えて367社だった。

### 2007年
Macworld 2007（1月8日 - 12日）、ジョブスはiPhone携帯電話を発表した。Apple TVと会社名をApple Computer, Inc.から単純にApple Inc.に変更すると発表。
IDG World ExpoはMacworld 2007は参加者は45,572名で前年に比べ19%増加したと報告している。

### 2008年
サンフランシスコで2008年1月14日 - 18日まで開催。Appleから、世界最薄のMacBook Air、Mac OS X v10.5 "Leopard"上で使用するTime Machineと連動するTime Capsuleデバイス、iPod touchのアップデート、Apple TV Take 2等を発表された。
IDG World ExpoはMacworld 2008参加者は前年度よりも10%以上増えたと報告している。

### 2009年
サンフランシスコで2009年1月5日 - 9日開催。Appleが参加する最後のMacworld Expoとなった。ジョブスは参加せず、健康問題に関する声明を発表した。フィル・シラー副社長がスピーチを行い、17インチのMacBook Pro、iLife/iWork '09などを発表。またiTunes Storeの全面DRMフリー化、価格バリエーションの追加を発表。

### 2010年
2009年3月30日に、開催時期を従来の1月から2月に移行することが発表された。
Macworld 2010は、イベントのエキスポ部分を土曜日を含むようにシフトすることで、伝統からさらに脱却します。エキスポは現在、2月11日（木）から2月13日（土）まで開催される予定です。このシフトは、フルタイムの専門家を含むすべての参加者に、より柔軟な時間とショーフロアへの便利な週末のアクセスを提供します。Macworldカンファレンスセッションは、2月9日（火）から2月13日（土）まで開催されます。

— IDGワールド・エキスポ

### 2011年
1月25日から29日まで開催された。

### 2012年
1月26日から28日まで開催された。
この年のイベントの登録が始まる直前に、すべてのiOSデバイスに焦点を広げることを目的に、名前をMacworld/iWorldに変更することが発表された。

### 2013年
1月31日から2月2日まで開催された。

### 2014年
3月27日から3月29日まで開催された。

### 2015年
2014年の10月14日に、無期限延期が発表された。
当初は2015年も3月12日から14日の会期で開催が発表されていたが、急遽取り止めとなり、30周年の区切りの年に連続開催が途絶えることとなった。中止の理由は明確に述べられていないが、Appleが2010年から出展を控えるようになって以降、やや下火となっていた。